# テクニカAV
株式会社テクニカAV(Technica AV　Corporation)は、日本の映像・ビデオ制作会社である。

## 概要
テクニカAVは、自動車教習における学科用の映像ビデオの制作を手掛ける企業として知られる。
また、自動車教習における学習用のパソコンソフトや、交通安全の啓発ビデオなども制作している。
自動車教習関係以外では、一般的な企業での研修・教育用のビデオ（教育用ビデオ）の販売や、業務用DVDソフトのレンタル事業なども行っている。

## 事業内容
- 映像制作
- 安全運転教育ソリューション
- 企画・開発
- 視聴覚工事
- eco＆リサイクル